# Marcelo Escolar
Marcelo Escolar es un geográfo argentino y profesor titular de la Universidad de Buenos Aires.

## Vida académica
Escolar es licenciado en geografía (Universidad de Buenos Aires, 1981 - 1986), doctor en geografía (de la misma universidad y de la Universidad Nacional del Litoral; 1988 - 1993), con especialidad en geografía política. Además, es doctor en filosofía y letras de la Universidad de Buenos Aires, investigador asociado de la Universidad Torcuato Di Tella y coordenador general del Programa de Reforma de la Ciudad Autónoma de Buenos Aires.
Fue Director del instituto de Geografía de la Facultad de Filosofía y Letras de la Universidad de Buenos Aires.
"Sus principales intereses de Investigación son: historia social de la geografía, geografía política y cultural y epistemología y sociología del conocimiento geográfico." Escolar impulsa también "un programa de investigación" en Buenos Aires "sobre historia de la geografía argentina y sobre geografía histórica, el cual ha dado ya lugar a importantes aportaciones".

## Actividad política
Escolar participó, entre otras cosas, como Convencional Estatuyente de la Ciudad Autónoma de Buenos Aires en 1996 en diversas comisiones. También ha sido director general Electoral de la Ciudad de Buenos Aires.
Escolar ha "publicado libros y artículos en revistas nacionales e internacionales con referato sobre los temas de federalismo político, sistemas electorales y organización gubernamental multinivel".
Escolar dio una palestra en el canal brasileño TV Cultura que hizo parte de un módulo llamado "Geografía en la contemporaneidad" de curadoría del geógrafo brasileño Antonio Carlos Robert Moraes, en la cual él abordó las siguientes cuestiones:
"De que forma, el concepto de geopolítica se estableció? Cual es la validad de este concepto delante de las diversas formas que los poderes políticos y económicos se manifestaron en las últimas décadas? De estos problemas, surgen importantes reflexiones sobre su alcance en los días de hoy."

## Publicaciones
- Marcelo Escolar; Ernesto Calvo. La nueva política de partidos en la Argentina. Buenos Aires: Prometeo, 2005. ISBN 978-987-574-033-4 breve descripción (enlace roto disponible en Internet Archive; véase el historial, la primera versión y la última).
- Marcelo Escolar; Gustavo Badia; Sabina Frederic. Federalismo y descentralización: Buenos Aires en perspectiva comparada. Buenos Aires: Prometeo, 2004. ISBN 978-950-9217-72-0 breve descripción (enlace roto disponible en Internet Archive; véase el historial, la primera versión y la última).
- Crítica do Discurso Geográfico. Série: geografia, teoria e realidade. São Paulo: Hucitec, 1996. ISBN 85-271-0243-9

Sobre el contenido: "Desde su origen, la Geografía sirve para intereses diversos: para guerra, para crítica de ideología etc. Há empleado, por eso, diferentes discursos, sea enfatizando, sea ignorando ese o aquele aspecto. La Crítica del Discurso Geográfico examina precisamente tales discursos, no, contodo, por la perspectiva de más un uso possible de Geografía, pero por medio de un impresionante aparato epistemológico."
- Marcelo Escolar. "Exploración, cartografía y modernización del poder estatal"